# Місцеві вибори у Кривому Розі (2015—2016)
47°53′46″ пн. ш. 33°23′36″ сх. д. / 47.89611° пн. ш. 33.39333° сх. д.
Місцеві вибори в місті Кривий Ріг відбулися у листопаді 2015 року. Вони передабачили обрання міського голови та депутатів міської ради. Після другого туру виборів міського голови мером був оголошений Юрій Вілкул попри численні протести громадськості та звинувачення у фальсифікаціях від партії «Самопоміч», УКРОП та Сила Людей. У результаті місто сколихнула серія протестів, що тривала протягом листопада-грудня 2015. Громадяни Кривого Рогу та політики вимагали перерахунку голосів, виступали проти фальсифікацій та виборювали право вільного волевиявлення. Ситуація в Кривому Розі набула резонансу по всій країні, була створена Тимчасова спеціальна комісія Верховної Ради України з питань перевірки фактів порушень під час проведення повторного голосування на виборах Криворізького міського голови. У результаті 23 грудня 2015 року Верховна Рада України достроково припинила повноваження мера Юрія Вілкула і призначила позачергові вибори Криворізького міського голови на 27 березня 2016 року.

## Вибори міського голови 25 жовтня 2015 року
Вибори міської ради відбулися за пропорційною системою, в якій кандидати закріплені за 120 виборчими округами. Для проходження до ради партія повинна була набрати не менше 5 % голосів. Міського голову обирають абсолютною більшістю: оскільки в першому турі жоден кандидат не набере 50 % голосів, на 15 листопада 2015 призначено другий тур, до якого вийшли два кандидати з найбільшою кількістю голосів.
Юрій Вілкул, батько колишнього Віце-прем'єр-міністра та, на той час, член Партії регіонів вперше став міським головою Кривого Рогу в 2012 році. Під час місцевих виборів 2015 він був оголошений міським головою, попри чисельні протести громадськості та звинувачення у фальсифікаціях від партії «Самопоміч», УКРОП та Сила Людей.

### Перший тур
| Місце | Кандидат; дата народження; відомості | Політична партія                       | Кількість голосів | % голосів |
| ----- | --- | -------------------------------------- | ----------------- | --------- |
| 1     | Вілкул Юрій Григорович; 14.11.1949; освіта вища, позапартійний, Криворізька міська рада, Криворізький міський голова                                                                    | Опозиційний блок                       | 88345             | 45,1309   |
| 2     | Милобог Юрій Валерійович; 12.04.1974; освіта вища, КПІ ДВНЗ «КНУ», доцент кафедри | Самопоміч                              | 20936             | 10,695    |
| 3     | Колесник Микола Юрійович; 26.07.1967; освіта вища, ТОВ «НК-груп», заступник директора з юридичних питань                                                                                | УКРОП                                  | 17388             | 8,8826    |
| 4     | Бабенко Ольга Володимирівна; 11.07.1973; освіта вища, ТОВ «Крост», виконавчий директор                                                                                                  | Всеукраїнське об'єднання «Батьківщина» | 16106             | 8,2277    |
| 5     | Світловський Олександр Арсентійович; 11.12.1951; освіта вища, Комунальне підприємство «Міська лікарня № 2», головний лікар                                                              | Блок Петра Порошенка «Солідарність»    | 12416             | 6,3427    |
| 6     | Сова Світлана Миколаївна; 04.09.1975; освіта вища, позапартійна, ФОБ «Сова СМ», ТОВ «Юридична агенція „РАД Інвест“», директор                                                           | Сила людей                             | 8455              | 4,3192    |
| 7     | Караманіц Костянтин Федорович; 23.02.1976; освіта вища, ТОВ «Футбольний клуб „Гірник“», президент                                                                                       | Відродження                            | 8030              | 4,1021    |
| 8     | Смалій Олександр Борисович; 31.05.1977; освіта вища, ДП «Чернівецький ГО Інфо-центр», начальник управління, місце проживання: смт Софіївка (Дніпропетровська обл.)                      | Радикальна партія Олега Ляшка          | 5126              | 2,6186    |
| 9     | Бойченко Олег Петрович; 10.07.1968; освіта вища, ПП «Елігма», директор | Всеукраїнське об'єднання «Свобода»     | 4469              | 2,283     |
| 10    | Гречух Андрій Олексійович; 21.04.1967; освіта вища, Головне управління УМВС України в Дніпропетровській області, заступник начальника                                                   | Самовисування                          | 4233              | 2,1624    |
| 11    | Крижов Олександр Володимирович; 10.04.1950; освіта вища, ТОВ «Мрія-Медсервіс», заступник головного лікаря                                                                               | Партія ветеранів Афганістану           | 2902              | 1,4825    |
| 12    | Потапенко Олександр Володимирович; 30.11.1977; освіта професійно-технічна, ПАТ «КЗРК», прохідник з правом використання вибухових матеріалів                                             | Самовисування                          | 1306              | 0,6672    |
| 13    | Кривенко Олексій Юрійович; 17.10.1979; освіта вища, КТУ, доцент кафедри | Самовисування                          | 860               | 0,4393    |
| 14    | Кучерук Віталій Петрович; 25.04.1957; освіта вища, Державне космічне агентство України ДП «Укркосмос», заступник ген. директора з інвестиційної діяльності, місце проживання: м. Харків | Політична партія «Наш край»            | 835               | 0,4266    |
| 15    | Чернявський Володимир Анатолійович; 10.04.1977; освіта вища, ПАТ «ІнгГЗК», заступник голови профкому первинної організації профспілки металургів і гірників України                     | Самовисування                          | 791               | 0,4041    |
| 16    | Жукова Яна Андріївна; 17.09.1972; освіта вища, приватний підприємець | Самовисування                          | 754               | 0,3852    |
| 17    | Бабенко Тамара Іллівна; 28.02.1947; освіта загальна середня, позапартійна, пенсіонер, місце проживання: м. Апостолове, Дніпропетровська обл.                                            | Самовисування                          | 731               | 0,3734    |
| 18    | Шиманський Володимир Іванович; 04.04.1960; освіта професійно-технічна, пенсіонер | Самовисування                          | 669               | 0,3418    |
| 19    | Сидоренко Тетяна Борисівна; 03.11.1977; освіта професійно-технічна, фізична особа — підприємець                                                                                         | Самовисування                          | 501               | 0,2559    |
| 20    | Лещін Андрій Миколайович; 25.03.1972; освіта вища, ЗАТ «Криворізгазбуд», голова правління                                                                                               | Самовисування                          | 496               | 0,2534    |
| 21    | Олейніков Павло Миколайович; 22.06.1981; освіта професійно-технічна | Самовисування                          | 404               | 0,2064    |

### Другий тур
| Місце | Кандидат     | % голосів (2 тур) | Кількість голосів (2 тур) |
| ----- | ------------ | ----------------- | ------------------------- |
| 1     | Юрій Вілкул  | 49,25 %           | 89 209                    |
| 2     | Юрій Милобог | 48,83 %           | 88 457                    |

## Вибори до міської ради
| Політична партія                               | Кількість голосів | Мандати |
| ---------------------------------------------- | ----------------- | ------- |
| Політична Партія «Опозиційний блок»            | 75319             | 29      |
| «Партія „Самопоміч“»                           | 18471             | 7       |
| УКРОП                                          | 17395             | 7       |
| Блок Петра Порошенка «Солідарність»            | 16359             | 6       |
| Всеукраїнське об'єднання «Батьківщина»         | 14682             | 6       |
| Радикальна партія Олега Ляшка                  | 13809             | 5       |
| Політична партія «Сила людей»                  | 11477             | 4       |
| Партія «Відродження»                           | 6529              | 0       |
| Партія ветеранів Афганістану                   | 6379              | 0       |
| Всеукраїнське об'єднання «Свобода»             | 5817              | 0       |
| Всеукраїнське об'єднання «Відродження України» | 1821              | 0       |
| Політична партія «Наш край»                    | 1820              | 0       |
| Партія «Справедливість»                        | 1117              | 0       |
| політична партія Народний Рух України          | 1047              | 0       |
| Соціалістична партія України                   | 795               | 0       |

## Хід подій після виборів
За результатами виборів до складу Криворізької міської ради увійшли представники партій Опозиційний блок (Партія регіонів, 29 мандатів), Самопоміч (7 мандатів), УКРОП (7 мандатів), Блок Петра Порошенка «Солідарність» (6 мандатів), Батьківщина (6 мандатів), Радикальна Партія Олега Ляшка (5 мандатів) та Сила Людей (4 мандати). Через співпрацю з представниками Опозиційного блоку «Батьківщина» розпустила фракцію у Криворізькій міськраді, а лідер Радикальної партії Олег Ляшко заявив, що розпустить міську організацію політсили.
У першому турі виборів мера кандидат від партії «Самопоміч» Юрій Милобог набрав 10,6950 % голосів, ставши другим після чинного мера.
У другому турі, що відбувся Другий тур виборів відбувся 15 листопада 2015 року переможцем був оголошений Юрій Вілкул, розрив становив 752 голосів, пан Вілкул набрав 49,3 %, а Милобог — 48,8 %.
- 16 листопада голова Дніпропетровської парторганізації «Самопоміч» Олександр Лигін заявив, що під час виборів використовувалися кілька технологій — «каруселі» та вкидання, тож вони будуть вимагати скасування результатів вибрів на дільницях, де є скарги. Порушення відбувалися у селищах Рахманове, Ілліча, Авангард, «На 121754 дільниці 84 людини вирішили проголосувати вдома, на дільниці 121753 спостерігач сама заповнила бюлетені, фальсифікації були у 5 дільницях»[8]. Того ж дня представники БПП визнали обрання Вілкула, попри заяви про фальшування[9]. Депутати «Народного фронту» Андрій Левус та Сергій Висоцький відкрили кримінальне провадження за фактами фальсифікацій[10]. Команда кандидата на міського голову Юрія Мілобога заявила про фальсифікації результатів на користь кандидата від «Опозиційного блоку» Юрія Вілкула. Заява про фальсифікації базується на тому, що Мілобог здобув перемогу з упевненим відривом у шести з восьми районів міста. Однак в Інгулецькому районі Кривого Рогу спостерігалася аномальна явка на вибори, і аномально високий відсоток голосів відданий за кандидата від «Опозиційного блока». Юрій Мілобог заявив, що його команда має намір подати до суду, оскільки міська виборча комісія «призначила» мером Юрія Вілкула рано вранці 16 листопада, не взявши до уваги скарги з 12 виборчих дільниць, які свідчать, що у Юрія Мілобога вкрадено 4 тис. голосів.[11]

- 17 листопада більше трьох тисяч мешканців міста вийшли на акцію проти визнання Юрія Вілкула міським головою[2]. Акція протесту виникла після того, як виборча комісія не розпочала о 18:00 розглядати скарги від Милобога. Протестанти скандували «Вілкула геть». Міліція в шоломах та бронежилетах намагалася розігнати мітинг. Територіальна виборча комісія почала розгляд скарг[12], було дозволено перерахувати 1 дільницю, 21 скаргу відхилили[13]. На сайті ЦВК з'явилася інформація про перемогу на виборах Вілкула[14].

- 18 листопада Вілкула представили мером Кривого Рогу[15], відбулося пленарне засідання І сесії Криворізької міської ради VII скликання. На сесію не з'явились депутати від «Самопомочі» та УКРОПу, Сила Людей виголосила протест. Під ЦВК у Києві відбувся мітинг, очолюваний Сергієм Гусовським[16]. Активісти вимагали визнати незаконним оголошення результатів виборів. Протестувальники наполягали на перерахунку голосів. Свої вимоги вони передали до Центрвибочкому.[17]. ВО «Батьківщина» оголосила про зняття з посади голови Криворізької міської організації партії Ольги Бабенко та розпуск Бюро міської організації. Своє рішення у «Батьківщині» пояснили «подіями, що відбуваються в Кривому Розі навколо виборів мера міста». Пізніше політсила оприлюднила повідомлення про те, що розпускає фракцію «Батьківщини» у Криворізькій міськраді, «які разом з Опозиційним блоком, „Солідарністю“, РПЛ взяли участь у першому засіданні Криворізької міської ради, на якому попри незавершений підрахунок голосів мером було оголошено Юрія Вілкула». Водночас лідер Радикальної партії Олег Ляшко заявив, що розпустить міську організацію політсили у Кривому Розі.[18]

- 19 листопада Ярослав Маркевич оголосив про стратегію нових акцій[19], Семен Семенченко запросив на мітинги лідерів демократичних політичних сил: Тимошенко, Луценка, Філатова, Садового і Ляшка[20].

- 21 листопада під час мітингу біля міської ради виявили вибуховий пристрій[21].

- 22 листопада близько 12:00 на у центрі міста Віче зібралося близько 2000 осіб[22]. З площі прибрали партійну символіку, лозунгами лунало «Вимагаємо чесного підрахунку голосів», «Захищаємо наш вибір!», «Де правда?», «Вілкул — поверни голоси виборців!», «Шахраїв — за ґрати!». На Віче прийшли нардепи Семен Семенченко, Єгор Соболєв, Андрій Садовий, Олег Березюк, Володимир Парасюк, Андрій Денисенко та представники Всеукраїнської ради церков. Криворізький районний суд зобов'язав поліцію Кривого рогу розслідувати кримінальну справу за ст. 158 ч. 2 КК України стосовно голови Криворізького виборчкому. Спікер Верховної ради Володимир Гройсман оголосив, що Верховна Рада має відреагувати на події[23]. Створилося наметове містечко.

- 27 листопада Апеляційний суд відмовився скасувати перемогу Вілкула[24].

- 29 листопада, у неділю, відбулося друге народне віче, на яке зібралося близько 5000 людей. Дір міськвиконкому виявився «забитий поліцією і спецпідрозділами»[25]. Учасники віче ухвалили рішення не визнавати результатів виборів. Була створена «Громадська варта» — громадянське формування для підтримки громадського порядку, громадські приймальні народних депутатів[26]. Рада створила офіс у приміщенні міськради, де також планує запрацювати Антикорупційна комісія. У приміщення були допущені звичайні громадяни. Розпочала роботу тимчасова спецкомісія ВР з перевірки порушень у другому турі[27]. Її очолив депутат Леонід Ємець, секретар — Костянтин Усов.

- 30 листопада суд зобов'язав перерахувати результати виборів на спецкомісіях 6 районів[28].

- 6 грудня, в неділю, у м. Кривий Ріг відбулося третє народне віче, на яке зібралося близько тисячі людей. Учасники акції підписали заяви на ім'я голови Верховної Ради України Володимира Гройсмана і керівників усіх парламентських фракцій про забезпечення проведення нових виборів міського голови і міської ради.[29]

- 7 грудня Криворізька міська виборча комісія прийняла звернення до Верховної Ради України про призначення нових виборів у Кривому Розі.[30] Активісти заявили, що фізично «вигнали» з приміщення міськвиконкому Юрія Вілкула.[31]

- 13 грудня, в неділю, відбулося четверте народне віче, в якому взяли участь тисячі людей (за повідомленням С. Семенченка у соцмережах — 7 тисяч осіб). Юрій Милобог виступив із закликом «всім криворізьким майданом їхати до Києва» у випадку, якщо Верховна Рада України до 22 грудня не проголосує за перевибори.[32]

- 16 грудня за рішенням ЦВК представник «Опозиційного блоку» Павло Гівель достроково позбавлений повноважень голови міської виборчої комісії Кривого Рогу, замість нього призначили Світлану Сливко від «Опозиційного блоку». Окрім того, комісія змінила членів чотирьох членів ТВК — від «Опозиційного блоку», Республіканської партії України", «Індустріальної партії» й партії «Рідна країна».[33]

- 20 грудня, в неділю, у центрі міста зібралося чергове віче. Люди, як і раніше, вимагали законодавчого врегулювання ситуації з обранням мера Кривого Рогу. Під час зібрання відбувся телеміст зі Львовом.[34]

- 22 грудня декілька сотень мешканців Кривого Рогу провели пікет під стінами Верховної Ради України в Києві, вимагаючи прийняття законопроєкту, який передбачає проведення в Кривому Розі нових виборів мера.[35]

- 27 грудня, у неділю у Кривому Розі зібралося шосте віче. На ньому виступили Є. Соболєв, С. Семенченко, а також Ю. Милобог та інші криворозькі активісти. Люди вимагали від Президента підписати закон про перевибори. Було повідомлено, що наметове містечко біля виконкому буде розібрано.[36]

## Політичне та юридичне вирішення ситуації
- 19 листопада голова ЦВК Михайло Охендовський заявив, що не бачить підстав ставити під сумнів результати виборів мера Кривого Рогу. «Про встановлення результатів голосування в Кривому Розі можемо сказати, що на даний момент вони встановлені. Підстав піддавати сумніву законність дій міської виборчої комісії по встановленню результатів виборів криворізького міського голови на даний момент у ЦВК немає. Жодних звернень, які б давали можливість стверджувати зворотне, в ЦВК не надходило», — розповів Охендовський.[37]

- 23 листопада вночі, за ініціативи депутатів від «Самопомочі» президент України Петро Порошенко зустрівся з народними депутатами для обговорення подій, пов'язаних з другим туром виборів мера Кривого Рогу. Про це повідомили Семен Семенченко та Єгор Соболєв на сторінках у мережі Facebook. «Ми передали йому вимоги мешканців Кривого Рогу як до Гаранта Конституції захистити їх право вибирати собі владу. Найближчі кілька днів покажуть, чи здатна держава виконати свої обов'язки по відношенню до своїх громадян», — заявив Семенченко за результатами зустріч.[38]

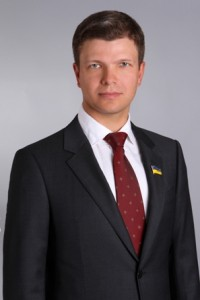
Голова Комісії та ініціатор законопроєкту № 3613 Леонід Ємець

- 26 листопада створена Тимчасова спеціальна комісія Верховної Ради України з питань перевірки фактів порушень під час проведення повторного голосування на виборах Криворізького міського голови 15 листопада 2015 року[39]

- 7 грудня Тимчасова спеціальна комісія Верховної Ради України з питань перевірки фактів порушень під час проведення повторного голосування на виборах Криворізького міського голови 15 листопада 2015 року» ухвалила проміжне рішення про наявність порушень у ході голосування 15 листопада.[31]

- 9 грудня Тимчасова спеціальна комісія Верховної Ради у своєму фінальному звіті рекомендувала призначити нові вибори мера у Кривому Розі. Комісія відзначила неможливість встановити результати виборів. Комісія рекомендувала парламенту призначити нові вибори, якнайшвидше замінити Центрвиборчком та звернутися до правоохоронних органів з вимогою покарати відповідальних за фальсифікації.[40] Віце-спікера парламенту Оксана Сироїд на засіданні погоджувальної ради заявила, що бачить підстави для проведення повторних виборів у Кривому Розі.[41]

- 10 грудня групою народних депутатів було зареєстровано законопроєкт № 3613 «Про проведення позачергових виборів Криворізького міського голови (27 березня 2016 року)».[42] У цей же день відбулося обговорення проєкту закону та сигнальне голосування. Народні депутати не змогли ухвалити законопроєкт № 3613. За відповідний документ парламентарі голосували кілька разів, їм бракувало близько 15 голосів. Спікер парламенту Володимир Гройсман відправив законопроєкт на додаткові консультації у фракціях коаліції. Він заявив, що голосування щодо цього питання може відбутися у будь-який момент.[43]

- 15 грудня 4 депутати з фракції Радикальної партії зареєстрували проєкт постанови № 3652, пропонуючи призначити позачергові вибори Криворізького міського голови та депутатів Криворізької міської ради 28 лютого 2015 року. О. Ляшко заявив, що фракція РПЛ не підтримує проєкт закону № 3613, оскільки вибори, згідно з чинним законодавством, мають призначатися постановами Верховної Ради, а не законами, через що й не голосувала за нього під час сигнального голосування у ВР 10 грудня.[44]

- 17 грудня голова ЦВК Михайло Охендовський заявив, що Юрія Вілкула правомірно оголошено криворізьким міським головою, а нинішній конфлікт є винятково політичним.[45]

- 22 грудня під час обговорення законопроєкту про внесення змін до Конституції щодо правосуддя депутати «Самопомочі» заблокували трибуну Верховної Ради, вимагаючи призначити повторні вибори у Кривому Розі. Після короткого обговорення Спікер Володимир Гройсман запросив керівників фракцій на консультації, але не зміг переконати депутатів продовжити розгляд питання — і оголосив перерву.[46]

- 23 грудня Верховна Рада України достроково припинила повноваження Криворізького міського голови Юрія Вілкула і призначила позачергові вибори Криворізького міського голови на 27 березня 2016 року. Відповідний законопроєкт № 3613 за основу і в цілому підтримали 239 депутатів.[47]

| Фракція | Фракція              | За  | Проти | Утрималося | Не голосувало | Відсутні |
| ------- | -------------------- | --- | ----- | ---------- | ------------- | -------- |
|         | Блок Петра Порошенка | 87  | 1     | 3          | 26            | 22       |
|         | Народний фронт       | 63  | 1     | 1          | 3             | 12       |
|         | Позафракційні        | 27  | 2     | 0          | 3             | 18       |
|         | Опозиційний блок     | 0   | 29    | 0          | 10            | 14       |
|         | Самопоміч            | 24  | 0     | 0          | 0             | 2        |
|         | Відродження          | 11  | 0     | 0          | 2             | 10       |
|         | Радикальна партія    | 17  | 0     | 0          | 0             | 3        |
|         | Воля народу          | 0   | 0     | 0          | 10            | 10       |
|         | Батьківщина          | 10  | 0     | 0          | 0             | 9        |
| Загалом | Загалом              | 239 | 33    | 4          | 54            | 91       |

Згодом народний депутат від «Опозиційного блоку» Михайло Папієв зареєстрував законопроєкт Постанови про скасування законопроєкту щодо виборів у Кривому Розі 27 березня 2016 року. 26 січня 2016 року Верховна Рада України розглянула цей законопроєкт, за нього проголосувало лише 40 депутатів. Це дало юридичне право Голові Верховної Ради підписати Закон про вибори в місті.
- 30 січня 2016 року Президент України Петро Порошенко підписав Закон «Про позачергові вибори Криворізького міського голови», ухвалений Верховною Радою 23 грудня 2015 року. Законом вибори мера у Кривому Розі призначені на 27 березня.[50]

## Позачергові вибори 27 березня 2016 року
27 березня 2016 року пройшли позачергові вибори Криворізького міського голови.
| Місце | Кандидат; дата народження; відомості | Політична партія                    | Кількість голосів | % голосів |
| ----- | --- | ----------------------------------- | ----------------- | --------- |
| 10    | Беркут Яна Володимирівна , є директором ТОВ «Естрея» | Самовисування                       | 857               | 0,3 %     |
| 5     | Левицький Ігор Васильович, підприємець, засновник та голова благодійного фонду «Дитячі мрії». | Громадський Рух «Народний контроль» | 7404              | 2,62 %    |
| 6     | Бойченко Олег Петрович — громадянин України, народився в 1968 році, керівник громадського об'єднання «Самооборона Кривбасу», підприємець, власник кінно-спортивної ферми, в минулому боксер. | Самовисування                       | 2850              | 1 %       |
| 15    | Натаров Олександр Васильович — громадянин України, народився 4 вересня 1970 року, ПП Харченко Г. А., завідувач складу. | Самовисування                       | 103               | 0,04 %    |
| 1     | Вілкул Юрій Григорович — громадянин України, народився 14 листопада 1949 року. Доктор технічних наук. В минулому член КПРС. З 2006 по 2010 роки — голова Дніпропетровської облради, з червня 2010 року — депутат облради за списком «Партії регіонів», очолював комісію з питань будівництва, транспорту, зв'язку та благоустрою. | Самовисування                       | 209 469           | 74,18 %   |
| 14    | Новицька Наталія Володимирівна — громадянка України, народилася в 1975 році, освіта вища, безробітна, в минулому продавець-консультант продовольчих товарів та оператор на ТОВ «Криворізький електроремонтний завод». | Самовисування                       | 367               | 0,13 %    |
| 7     | Іванченко Інна Іванівна — громадянка України, уродженка Кропивницького, вища освіта, юрист. Головний редактор видання «Кривий Ріг вечірній». Громадський активіст, правозахисник. Була членом Соціалістичної партії | Самовисування                       | 1612              | 0,57 %    |
| 2     | Семенченко Семен Ігорович — громадянин України, народився 6 червня 1974 року. За освітою кінорежисер. Командир добровольчого батальйону «Донбас». Депутат Верховної Ради України VIII скликання від партії "Об'єднання «Самопоміч».                                                                                               | «Об'єднання „Самопоміч“»            | 30 837            | 10,92 %   |
| 4     | Колесник Микола Юрійович — громадянин України, 1967 року народження, освіта вища, юрист. У минулому член «Партії регіонів». | УКРОП                               | 12 316            | 4,36 %    |
| 12    | Сердюков Василь Миколайович– громадянин України, народився 9 березня 1952 року у Казахстані. Освіта вища, режисер кінофотостудії. 1981—1994 р. директор Палацу культури у Казахстані. У 1995—2006 рр. директор Палацу культури і творчості ВАТ «ПГЗК» у Кривому Розі.                                                             | Партія простих людей                | 409               | 0,14 %    |
| 9     | Косяк Олег Володимирович — громадянин України, народився 10 вересня 1968 року. | Самовисування                       | 880               | 0,31 %    |
| 3     | Сова Світлана Миколаївна– громадянка України, народилась 4 вересня 1975 року. Отримала дві вищі освіти — економічну та юридичну. Власник і директор ТОВ "Юридична агенція «Рада інвест». | Сила людей                          | 13 190            | 4,67 %    |
| 11    | Кривенко Олексій Юрійович — громадянин України, народився 17 жовтня 1979 року. Освіта вища. Доцент, викладач кафедри теплоенергетики Криворізького національного університету. | Самовисування                       | 608               | 0,22 %    |
| 13    | Ярослав Шрам– громадянин України. | Самовисування                       | 382               | 0,14 %    |
| 8     | Крижов Олександр Володимирович — громадянин України, народився 10 квітня 1950 року на Житомирщині. Освіта вища, головний лікар приватної клініки «Мрія-Медсервіс». Учасник бойових дій у Чехословаччині, ліквідатор аварії на ЧАЕС.                                                                                               | Самовисування                       | 1098              | 0,39 %    |